# エンゼルの丘
『エンゼルの丘』（エンゼルのおか）は、手塚治虫による少女漫画作品。人魚伝説をモチーフにしている。

## 概要
1960年-1961年に『なかよし』で連載された。人魚族のプリンセスであるルーナの運命を、人間界と絡めて描く。
低年層をターゲットとしているが、ストーリーなどの充実度は高い（単行本化のバージョンによって、登場人物の設定などに変化があることに注意）。しかし、この単行本化は時代に応じて変化し、人によって「ストーリーに整合性が欠ける」(中でも虫プロ版)とも評される。
なおこのルーナは後の作品であるアニメ版の『海のトリトン』のピピの原型キャラクターとなった。

## あらすじ
人魚のすむ南海の美しい島エンゼル島。
島の王女ルーナは掟に触れ、海に流されてしまった。
日本人青年・英二に救出されたものの、ルーナの記憶は失われていた…。
連載版は幸せを求めて他人を幸せにしようとするが、後の虫プロ単行本版では、失った過去に対して今を強く生きようとする。
英二の妹のあけみとルーナはそっくりであるとされ、エンゼル島でのルーナの社会的立場、あけみとルーナ、その家族や周辺、あけみの家の立場、それぞれの国の階層の上下とありよう、などいろんなものが対比・入れ替わり・変化しながら展開していく。

## 単行本
- 手塚治虫漫画選集『エンゼルの丘』（鈴木出版）全4巻
- 虫コミックス 『エンゼルの丘』（虫プロ商事）全2巻
- 手塚治虫漫画全集『エンゼルの丘』（講談社）全2巻
- 講談社漫画文庫『エンゼルの丘』（講談社）全1巻
- 手塚治虫文庫全集『エンゼルの丘』（講談社）全1巻

## 関連作品
- 『青いトリトン』

本作に登場したポセイドンはこの「青いトリトン」に登場する。
- 海色のANGEL

池田美代子による、本作品をベースにした青い鳥文庫での作品。